# Sava Bohinjka
Sava Bohinjka – rzeka w północno-zachodniej części Słowenii, prawy dopływ Sawy. Ma długość 41 km, powierzchnię zlewni 388 km² i średni przepływ wynoszący 21,6 m³/s (w Bodešče).

## Przebieg i opis
Sava Bohinjka to rzeka wypływająca z jeziora Bohinjsko. Czerpie wodę z rozległego obszaru krasu wysokogórskiego w bohinjskiej części Alp Julijskich, obejmującego dolinę Triglavskich Jezior. Zaledwie 200 m dalej wpływa do krótkiego wąwozu, a następnie płynie wzdłuż Doliny Dolnego Bohinja, cały czas po żwirowych aluwiach, które w większości zostały naniesione na dno doliny przez rwące dopływy, ponieważ sama dolina niesie stosunkowo mało żwiru w tej części doliny ze względu na odpływ z jeziora. Koryto rzeki jest w stanie całkowicie naturalnym, z pięknym białym żwirem i zielono-niebieskimi kałużami, ale podczas przypływu powoduje również szkody, ponieważ jej kręte koryto przesuwa się po równinie aluwialnej.
W Bohinjskiej Bistricy łączy się z prawymi dopływami Bistricą i Belcą, a następnie skręca w węższą część doliny, otoczoną stromymi, zalesionymi zboczami. W Nomenju wpływa do około 10-kilometrowego wąwozu Soteska, przeciętego między stromymi zboczami Jelovicy na południu i Pokljuki na północy. W tym odcinku rzeki dno doliny jest bardzo wąskie, przez co miejscami ledwo wystarcza na rzekę, drogę i linię kolejową Bohinj, a krótkie i strome potoki z obu stron niosą na dno duże ilości wapiennego żwiru. Podczas ulewnych deszczy osady te mogą blokować drogę i linię kolejową, co między innymi miało miejsce podczas ulewnych opadów 18 września 2007 roku.
Wąwóz Sava Bohinjka jest niezamieszkany, pierwszą osadą poniżej jest Bohinjska Bela, położona na wyższym tarasie na lewym brzegu rzeki. Wąwóz ten nazywano niegdyś Štenge, ponieważ w 1554 roku kowale z Bohinji wytyczyli przez niego szlak towarowy do Bledu, który miejscami musiał być wykuty w skale i budowano stopnie („štenge”).
Nieco niżej rzeka skręca na wschód z kierunku północno-wschodniego i wpływa do jeziora Bled. Tu płynie między niskimi, zalesionymi wzgórzami wzdłuż południowego brzegu. Następnie rzeka łączy się z Savą Dolinką, tworząc Sawę.